# آدم إليوت
آدم إليوت (بالإنجليزية: Adam Elliot)‏ كاتب ومخرج أسترالي. من مواليد 2 جانفي 1972، ويعيش في مدينة ملبورن.

## من أفلامه
- 2009, ماري وماكس[4]

## روابط خارجية
- آدم إليوت على موقع IMDb (الإنجليزية)
- آدم إليوت على موقع ألو سيني (الفرنسية)
- آدم إليوت على موقع أول موفي (الإنجليزية)
- آدم إليوت على موقع قاعدة بيانات الأفلام السويدية (السويدية)
- آدم إليوت على موقع قاعدة بيانات الفيلم (الإنجليزية)
- آدم إليوت على موقع كينوبويسك (الروسية)